# Forno drago

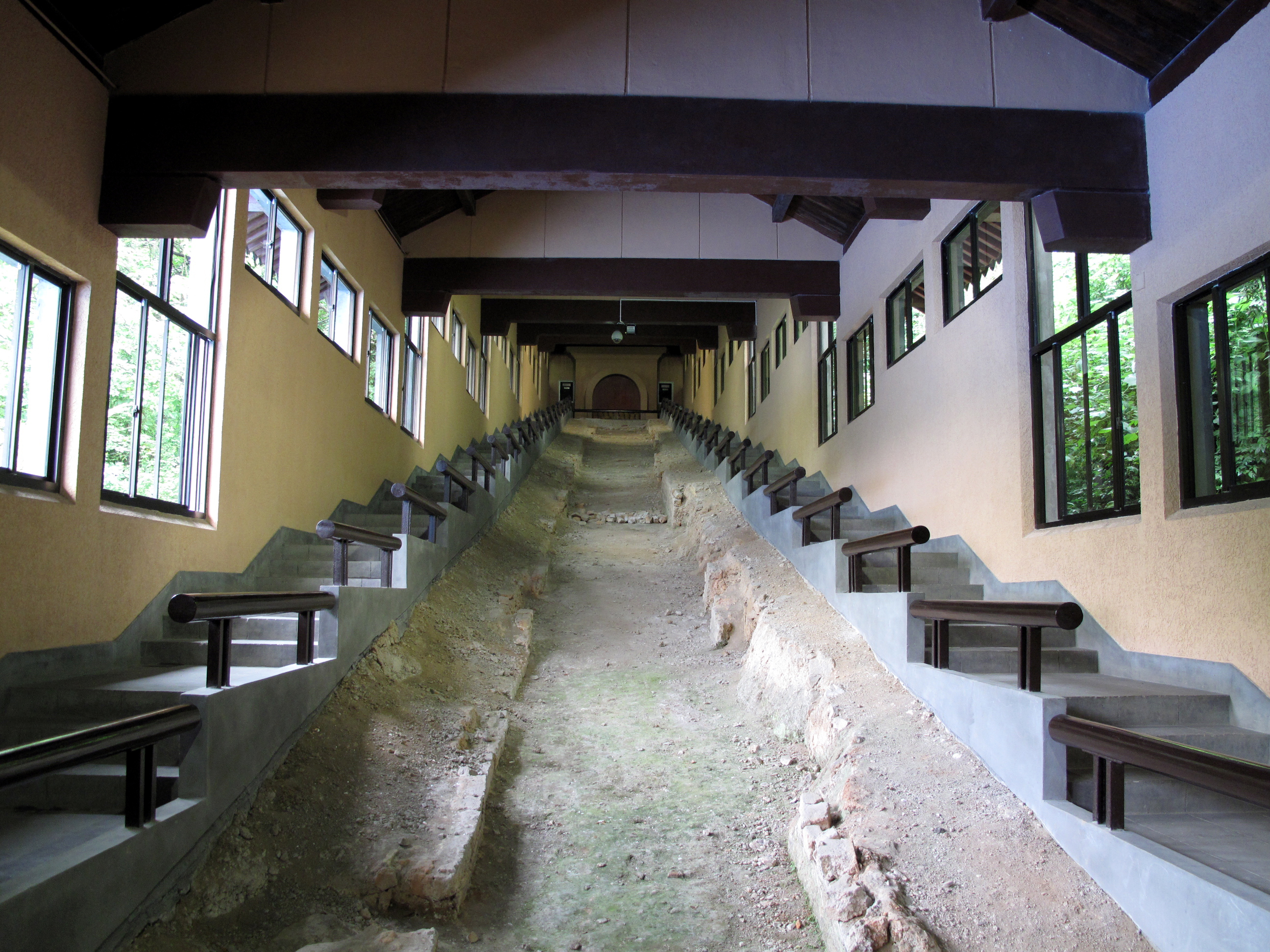
Pavimento portato alla luce di un forno drago, lungo 40 metri, del forno ufficiale dei Song Meridionali presso Jiaotanxia a Hangzhou

Il forno drago (龍窯T, lóng yáoP, lung-yaoW) o "forno ascendente", è un tipo tradizionale di forno, o più precisamente di fornace, usato per produrre le ceramiche cinesi, specialmente nella Cina meridionale. È lungo e stretto, ed è caratterizzato dall'avere una pendenza abbastanza ripida, tipicamente tra 10° e 16°, lungo la quale si estende. Il forno poteva raggiungere le altissime temperature, a volte fino a 1.400 °C, necessarie per le ceramiche ad alta cottura, tra le quali il grès e la porcellana, che sfidarono a lungo i ceramisti europei.

## Storia
Secondo scavi recenti effettuati nel distretto di Shangyu nel nord-est della provincia di Zhejiang e altrove, le origini del forno drago potrebbero risalire fino alla dinastia Shang (circa dal 1600 al 1046 a.C.), e sono legate all'introduzione del grès, cotto a 1.200 °C o più. Questi forni erano molto più piccoli degli esemplari successivi, lunghi circa 5–12 metri, e anche di gran lunga meno inclinati.
Questo tipo di forno si era certamente sviluppato nel periodo degli Stati Combattenti, e sotto il regno degli Wu Orientali (220–280 d.C.) c'erano oltre 60 forni a Shangyu. Da allora in poi esso rimase il principale modello usato nella Cina meridionale fino alla dinastia Ming. Le aree della ceramica della Cina del sud sono per la maggior parte collinari, mentre quelle sulle pianure della Cina del nord mancano normalmente di pendenze adeguate; qui predominava il tipo del forno mantou.
La fornace di Nanfeng nella provincia di Guangdong ha parecchi secoli ed è ancora funzionante. Produceva ceramica Shiwan come pure ceramiche architettoniche, e oggi funge anche da attrazione turistica.

## Caratteristiche

### Forni ascendenti a una o più camere

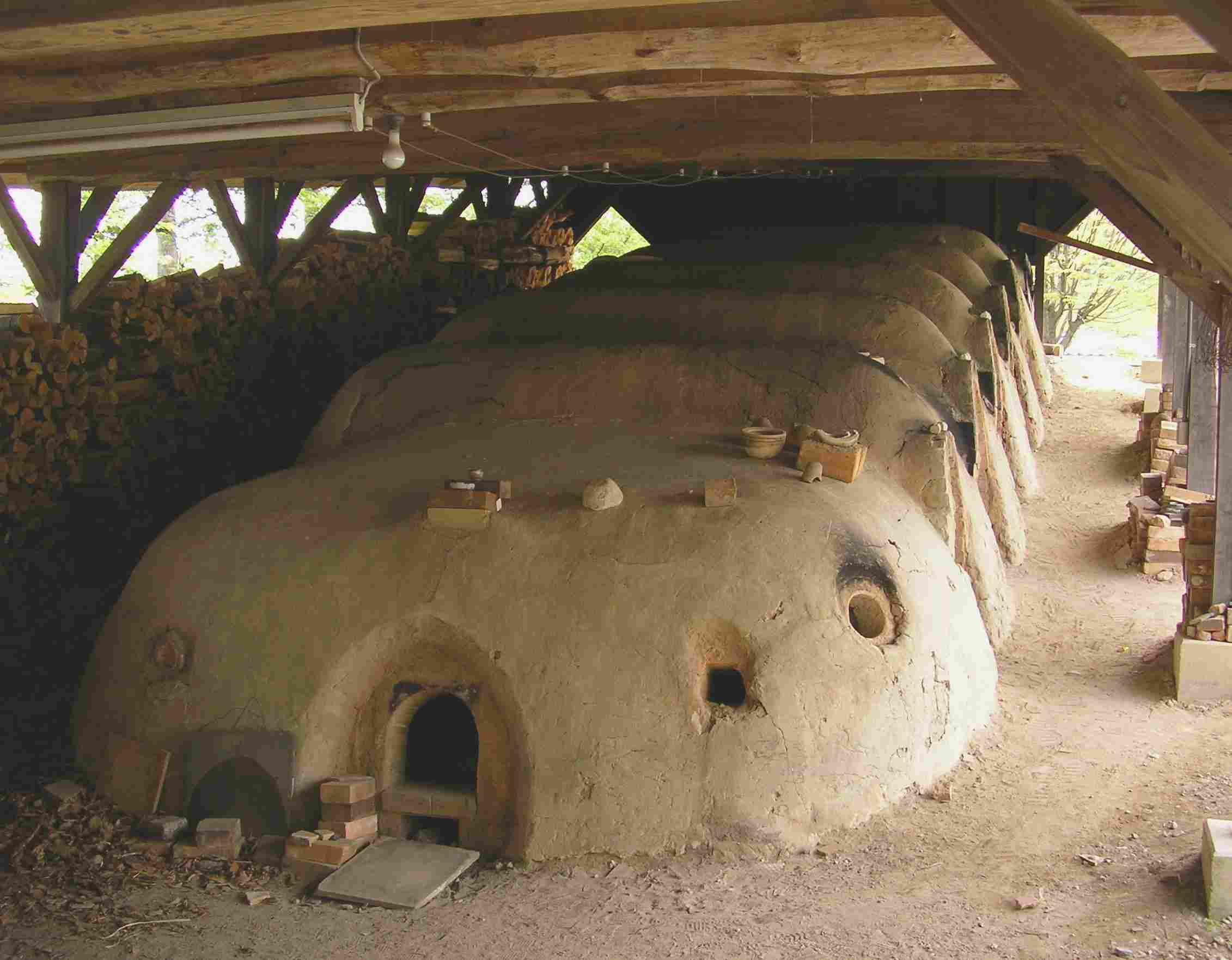
La versione giapponese a camere

I forni erano fatti normalmente di mattoni e avevano un tiraggio orizzontale od obliquo, in cui le fiamme circolano più o meno orizzontalmente, piuttosto che in alto a partire dal suolo o in basso verso il suolo. Il tempo di cottura poteva essere relativamente breve, il che significa circa 24 ore per un piccolo forno. I primi forni erano gallerie ascendenti, non divisi in camere, ma con gradini a intervalli che creavano livelli del suolo relativamente piatti e usavano forse ghiaia o materiale simile sul suolo per consentire di posare cataste verticali di ceramiche. Dal periodo dei Song Meridionali (1127–1279), alcuni forni furono costruiti come una serie di camere, fornite di gradini via via che correvano lungo la pendenza, e con porte di collegamento per consentire l'accesso sia agli operai del forno durante le operazioni di carico e scarico, sia al calore durante la cottura. Potevano esserci fino a 12 camere. I forni a camera erano usati solitamente per fabbricare il celadon di Longquan.
La camera di combustione principale era sul fondo, ma potevano esserci "bocche del forno" supplementari a intervalli lungo la pendenza per consentire di aggiungere altro combustibile, nonché spioncini per consentire di vedere all'interno. All'estremità superiore si trovava un camino, ma tenuto conto del tiraggio dovuto alla pendenza, questo non aveva bisogno di essere alto e poteva essere completamente omesso. La dimensione e la forma dei forni e delle camere al loro interno variavano notevolmente. La cottura iniziava sul fondo e saliva lungo la pendenza.

### Condizioni di cottura
Il combustibile poteva essere legna o (generalmente meno spesso) carbone, il che incideva sull'atmosfera della cottura: la legna dava un'atmosfera riducente e il carbone una ossidante. Il peso della ceramica prodotta era all'incirca uguale al peso della legna richiesta. Generalmente si usavano cassette refrattarie per proteggere i pezzi durante la cottura, almeno nei periodi più recenti. Queste furono un'innovazione venuta dalla ceramica Ding nel nord della Cina sotto la dinastia Song.
I forni consentivano di cuocere ad alte temperature grandi quantità di ceramiche, ma la cottura di solito non era uniforme per tutta la lunghezza del forno, il che spesso produceva effetti diversi sui pezzi posti a livelli diversi. Molto spesso le camere superiori producevano i pezzi migliori, perché riscaldavano più lentamente. Ad esempio, l'ampia gamma di colori visibile nelle ceramiche celadon cinesi come la ceramica Yue e il celadon di Longquan si spiega in gran parte con variazioni nelle condizioni di cottura. Le variazioni nelle sfumature delle porcellane bianche tra e all'interno della ceramica Ding settentrionale e la porcellana Qingbai meridionale erano anche il risultato del combustibile utilizzato.
Alcuni dei forni a camera più avanzati furono costruiti per cuocere la porcellana Dehua, dove era essenziale il controllo preciso delle alte temperature. La forma del forno drago fu copiata in Corea, in un qualche momento tra il 100 e il 300 d.C., e molto più tardi in Giappone nei vari tipi di forni anagama, e altrove in Asia orientale.

### Lunghezza dei forni e dimensione delle infornate
Alcuni forni erano molto grandi, lunghi fino a 60 metri, permettendo di cuocere fino a 25.000 pezzi alla volta. Verso gli inizi del XII secolo potevano essere lunghi oltre 135 metri, permettendo di cuocere quantità ancora maggiori: si è parlato di più di 100.000.
Le stime delle quantità variano secondo le fonti, le più elevate essendo "centinaia di migliaia" per il celadon di Longquan.
Le cotture in grandi quantità non erano esclusive della ceramica asiatica; i più grandi forni che fabbricavano l'antica ceramica romana, di tipo totalmente differente, potevano cuocere fino a 40.000 pezzi alla volta.